# Sun Bowl 2019
Match précédent Match suivant
Le Sun Bowl 2019 est un match de football américain de niveau universitaire joué après la saison régulière de 2019, le 31 décembre 2019 au Sun Bowl Stadium d'El Paso dans l'État du Texas aux États-Unis.
Il s'agit de la 86e édition du Sun Bowl.
Le match met en présence l'équipe des Seminoles de Florida State issue de l'Atlantic Coast Conference et l'équipe des Sun Devils d'Arizona State issue de la Pacific-12 Conference.
Il débute à 12 h 09 locales locales et est retransmis à la télévision par CBS Sports.
Sponsorisé par la société Kellogg's Frosted Flakes (productrice de céréales pour petits déjeuners), le match est officiellement dénommé le Tony the Tiger Bowl 2019.
Arizona State gagne le match sur le score de 20 à 14.

## Présentation du match
| Équipes | Conférences | Entraîneurs                      | Stats. saison rég. | Classements avant le bowl | Classements avant le bowl | Classements avant le bowl |
| --- | ----------- | -------------------------------- | ------------------ | ------------------------- | ------------------------- | ------------------------- |
| Équipes | Conférences | Entraîneurs                      | Stats. saison rég. | CFP                       | AP                        | Coaches                   |
| Seminoles de Florida State                                                                                   | ACC         | Odell Haggins (en) (intérimaire) | 6 - 6              | NC                        | NC                        | NC                        |
| Sun Devils d'Arizona State                                                                                   | Pac-12      | Herm Edwards (en)                | 7 - 5              | NC                        | NC                        | NC                        |
| - Arbitre : Ron Snodgrass (Big 10) - Équipe donnée favorite par les bookmakers : Arizona State par 4½ points |             |                                  |                    |                           |                           |                           |

Il s'agit de la 5e rencontre entre ces deux équipes, Florida State menant les statistiques avec 3 victoires contre 1 pour Arizona State :
| Saison | Date              | Vainqueur     | Score   | Perdant       | Compétition           |
| ------ | ----------------- | ------------- | ------- | ------------- | --------------------- |
| 1984   | 3 novembre 1984   | Florida State | 52 - 44 | Arizona State | Saison régulière      |
| 1983   | 29 octobre 1983   | Florida State | 29 - 26 | Arizona State | Saison régulière      |
| 1979   | 15 septembre 1979 | Florida State | 31 - 03 | Arizona State | Saison régulière      |
| 1971   | 29 décembre 1971  | Arizona State | 45 - 38 | Florida State | Fiesta Bowl 1971 (en) |

### Seminoles de Florida State
Avec un bilan global en saison régulière de 6 victoires et 6 défaites (4-4 en matchs de conférence), Florida State est éligible et accepte l'invitation pour participer au Sun Bowl de 2019.
Ils terminent 3e de la Coastal Division de l'Atlantic Coast Conference à égalité avec Wake Forest et Boston College, derrière no 2 Clemson et Louisville.
À l'issue de la saison 2019, ils n'apparaissent pas dans les classements CFP, AP et Coaches.
C'est leur 3e participation au Sun Bowl :
| Saisons | Dates         | Vainqueurs                   | Scores  | Finalistes    | Bilan     |
| ------- | ------------- | ---------------------------- | ------- | ------------- | --------- |
| 1954    | Janvier 1955  | Miners de Texas Western (en) | 14 - 37 | Florida State | D : 0 - 1 |
| 1966    | Décembre 1966 | Cowboys du Wyoming           | 20 - 28 | Florida State | D : 0 - 2 |

### Sun Devils d'Arizona State
Avec un bilan global en saison régulière de 7 victoires et 5 défaites (4-5 en matchs de conférence), Arizona State est éligible et accepte l'invitation pour participer au Sun Bowl de 2019.
Ils terminent 3e de la South Division de la Pacific-12 Conference derrière no 16 Utah et USC.
À l'issue de la saison 2019, ils n'apparaissent pas dans les classements CFP, AP et Coaches.
C'est leur 7e participation au Sun Bowl (3-2-1)
| Saisons | Dates            | Vainqueurs      | Scores  | Finalistes                 | Bilan         |
| ------- | ---------------- | --------------- | ------- | -------------------------- | ------------- |
| 1939    | 1er janvier 1940 | Arizona State   | 0 - 0   | Cardinals de Catholic (en) | N : 0 - 0 - 1 |
| 1940    | 1er janvier 1941 | Western Reserve | 26 - 13 | Arizona State              | D : 0 - 1 - 1 |
| 1997    | 31 décembre 1997 | Arizona State   | 17 -07  | Utah                       | V : 1 - 1 - 1 |
| 2004    | 31 décembre 2004 | Arizona State   | 27 - 23 | Purdue                     | V : 2 - 1 - 1 |
| 2014    | 27 décembre 2014 | Arizona State   | 36 - 31 | Duke                       | V : 3 - 1 - 1 |
| 2017    | 29 décembre 2017 | NC State        | 20 - 14 | Arizona State              | D : 3 - 2 - 1 |

## Résumé du match
Début du match à  12 h 09 locales, fin à  16 h 00 locales pour une durée totale de jeu de 3 h 51 min. Températures de 9 °C, vent de sud entre 5 et 16 km/h, ciel ensoleillé.
| QT            | Temps         | Drive         | Drive         | Drive         | Équipe        | Description de l'action | Score | Score |
| ------------- | ------------- | ------------- | ------------- | ------------- | ------------- | --- | ----- | ----- |
| QT            | Temps         | Jeux          | Yards         | TDP           | Équipe        | Description de l'action | FSU   | ASU   |
| 1             | 03:57         | 4             | -9            | 02:00         | ASU           | FG de 40 yards par K Christian Zendejas | 0     | 3     |
|               |               |               |               |               |               | |       |       |
| 2             | 07:58         | 8             | 84            | 03:37         | ASU           | FG de 26 yards par K Christian Zendejas | 0     | 6     |
| 2             | 04:33         | 7             | 44            | 02:03         | ASU           | FG de 24 yards par K Christian Zendejas | 0     | 9     |
|               |               |               |               |               |               | |       |       |
| 3             | 03:18         | 11            | 91            | 03:46         | FSU           | TD à la suite d'une course de 3 yards par WR Wilson Ontaria + 1 point de conversion par K Aguayo Ricky                                                    | 7     | 9     |
| 3             | 01:04         | 1             | 91            | 00:16         | FSU           | TD de 91 yards par WR Terry Tamorrion à la suite d'une réception de passe du QB Blackman James + 1 point de conversion par K Aguayo Ricky                 | 14    | 9     |
|               |               |               |               |               |               | |       |       |
| 4             | 12:02         | 12            | 59            | 04:02         | ASU           | FG de 34 yards par K Christian Zendejas | 14    | 12    |
| 4             | 10:06         | -             | -             | -             | ASU           | TD à la suite d'une interception retournée sur 25 yards par DB Willie Harts + 2 points de conversion à la suite d'une course réussie de QB Jayden Daniels | 14    | 20    |
|               |               |               |               |               |               | |       |       |
| Score final : | Score final : | Score final : | Score final : | Score final : | Score final : | Score final : | 14    | 20    |

## Statistiques
| Nom            | Poste | Équipe        |
| -------------- | ----- | ------------- |
| Jayden Daniels | QB    | Arizona State |

| Statistiques                           | Seminoles de Florida State                              | Sun Devils d'Arizona State                             |
| -------------------------------------- | ------------------------------------------------------- | ------------------------------------------------------ |
| 1er down                               | 21                                                      | 13                                                     |
| 1er down à la course                   | 11                                                      | 4                                                      |
| 1er down à la passe                    | 9                                                       | 6                                                      |
| 1er down suite pénalité                | 1                                                       | 3                                                      |
| Conversion de 3e down                  | 2/15                                                    | 4/17                                                   |
| Conversion de 4e down                  | 2/3                                                     | 0/0                                                    |
| Jeux–yards                             | 80 jeux pour 470 yards                                  | 65 jeux pour 282 yards                                 |
| Yards à la course                      | 51 courses pour 224 yards (moyenne de 4,4 yards/course) | 37 courses pour 87 yards (moyenne de 2,4 yards/course) |
| Yards à la passe                       | 246                                                     | 195                                                    |
| Passes : Réussies-Tentées-Interceptées | 16/29 passes complétées, 4 interceptions                | 12/28 passes complétées, 0 interception                |
| Réussite en zone rouge/chances         | 1/3                                                     | 4/4                                                    |
| TD                                     | 2                                                       | 2                                                      |
| Field Goals                            | 0/1                                                     | 4/4                                                    |
| Sacks (Nombre-Yards)                   | 3 pour 14 yards adverses perdus                         | 4 pour 29 yards adverses perdus                        |
| Pénalités (Nombre/Yards perdus)        | yards perdus                                            | yards perdus                                           |
| Temps de possession                    | 31:04                                                   | 28:56                                                  |

| Seminoles de Florida State |                     |                                                                          |
| Quarterback                | James Blackman      | 14/26 passes complétées, 244 yards, 4 interceptions, 1 TD, 4 sacks subis |
| Meilleur coureur           | Tamorrion Terry     | 3 courses pour 18 yards nets gagnés, 0 TD, moyenne de 6 yards/course     |
| Meilleur receveur          | Tamorrion Terry     | 9 réceptions pour 165 yards gagnés, 1 TD                                 |
| Meilleur tackler           | Carlos Becker       | 10 tacles dont 5 en solo                                                 |
| Sun Devils d'Arizona State |                     |                                                                          |
| Quarterback                | Jayden Daniels      | 12/28 passes complétées, 195 yards, 0 interception, 0 TD, 3 sacks subis  |
| Meilleur coureur           | Flowers, Demetrious | 11 courses pour 31 yards nets gagnés, 0 TD, moyenne de 2,82 yards/course |
| Meilleur receveur          | Geordon Porter      | 2 réceptions pour 8 yards gagnés, 0 TD                                   |
| Meilleur tackler           | Darien Butler       | 11 tacles dont 4 en solo, 1½ TFL (4 yards)                               |